# Ensenyances de Silvanus
Les Ensenyances de Silvanus (o també Ensenyances de Silvà) és un text trobat al còdex VII dels Manuscrits de Nag Hammadi, escrit en llengua copta i datat cap a l'any 150.
D'aquest llibre en destaquen dos versicles considerats molt interessants. El primer, 99.13, afirma que Crist té una única hipòstasi o substància espiritual. El segon versicle, 102.3, afirma que Crist és incomprensible pel que fa a la seva hipòstasi. La qüestió de la Unió Hipostàtica va ser un important debat teològic a principis del cristianisme, i no es va resoldre fins al Primer Concili de Constantinoble, quan es va definir el misteri de la Santíssima Trinitat.
Les Ensenyances de Silvanus no són un text gnòstic encara que s'ha trobat entre nombrosos textos que defensen clarament el gnosticisme, sinó que té alguns advertiments anti-gnòstics, i sobretot directrius cristianes ortodoxes, encara que a l'inici del text es diu:
| « | "... Porta el teu guia i el teu professor. La ment és la guia, però la raó és la mestra. Et salvaran de la destrucció i el perill. " | » |

frase que es pot considerar gnòstica. Però la gran majoria de les ensenyances són cristianes ortodoxes, com veiem al versicle 110:
| « | "Apreneu qui és el Crist i rebeu-lo com a amic, perquè aquest és l'amic que és fidel. És també Déu i Mestre. " | » |

El llibre parla de diversos temes. Comença presentant Déu com el veritable Creador, i Crist és la saviesa encarnada de Déu. Crist, també, és el Salvador del món, i va fer grans sacrificis perquè tothom pogués tenir la possibilitat de ser salvat de les urpes de Satanàs. Insisteix que l'ètica i la moderació són les que ens fan guanyar el favor de Déu. Fa una recopilació d'oracions, proverbis i himnes.
L'autor és desconegut, però s'atribueix a Silvà, un company de Pau i Pere, però també a Silas, a qui algunes fonts fan la mateixa persona que Silvà. Aquest manuscrit és una troballa rara perquè el seu contingut es relaciona amb la saviesa cristiana primitiva, i es creu que havia estat popular en cercles monàstics.